# 1819 في ألمانيا
فيما يلي قوائم الأحداث التي وقعت خلال عام 1819 في ألمانيا.

## ظهور
- 1 يناير – متجول فوق بحر من الضباب

## مواليد

### مارس
- 1 مارس – يوهان فيشر[1]
- 26 مارس – جورج دوق كامبريدج قائد عسكري من المملكة المتحدة.[2]
- 31 مارس – الأمير شلودفيغ سياسي ألماني.[3]

### أبريل
- 22 أبريل – هيرمان هوفمان
- 24 أبريل – كلاوس غروث شاعر ألماني.[4]
- 29 أبريل – هيرمان رودولف عالم حشرات ألماني.

### مايو
- 27 مايو – جورج الخامس ملك هانوفر سياسي ألماني.[5]

### يونيو
- 20 يونيو – جاك أوفنباخ[6]

### أغسطس
- 26 أغسطس – ألبرت[7]

### سبتمبر
- 13 سبتمبر – كلارا شومان[8]

### أكتوبر
- 25 أكتوبر – كريستيان أوقست فريدريش جارك عالم نبات ألماني.

### نوفمبر
- 10 نوفمبر – إرنست بيناري[9]
- 14 نوفمبر – كارل سيباستيان كورنيليوس فيزيائي ألماني.

### ديسمبر
- 30 ديسمبر – تيودور فونتانه[10]

## وفيات

### مارس
- 23 مارس – أوغست فون كوتسيبو (مواليد 1761)[11]